# مسافرون 5
مسافرون 5 هو برنامج تلفزيوني يومي على قناة أل بي سي أذاعه الداعية الإسلامي السعودي محمد العريفي في رمضان 2010. طرح المقدم عديد المواضيع مثل المخدرات والفيسبوك والأخطاء الطبية ورحمة الله الواسعة وكيفية التعامل مع الفقر.

## وصلات خارجية
- الموقع الرسمي لمحمد العريفي